# پیتر راجرز (کارآفرین)
پیتر راجرز (به انگلیسی: Peter Rogers) (زاده ۲۹ دسامبر ۱۹۴۷ – درگذشته ۲۸ ژانویه ۲۰۲۰) کارآفرین، بازرگان و مدیر ارشد اجرایی بریتانیایی است، که در حال حاضر به‌عنوان مدیر عامل اجرایی شرکت باب‌کوک اینترنشنال فعالیت می‌کند.